# Le Choix de l'école
Le Choix de l'école anciennement Teach for France est une association, créée en 2015, qui forme de jeunes diplômés et actifs en reconversion professionnelle pendant leurs deux premières années d'enseignement en collège REP et REP+.
Son manque de transparence et son positionnement libéral suscitent des critiques.

## Histoire
Le Choix de l'école est créé en 2015 par Nadia Marik.
L'association a signé des conventions avec l'Éducation nationale avec 4 académies (Créteil, Versailles, Paris et Aix-Marseille).
Le projet est la version française du réseau controversé Teach for All (en), réseau issu de l'initiative Teach for America créée aux Etats-Unis en 1990 et dont le but affiché est de corriger les inégalités scolaires en envoyant des diplômés de grandes universités enseigner dans les zones en difficulté.
La première promotion compte 24 enseignants dont plus de la moitié reste dans le secteur de l'éducation. À la rentrée scolaire 2019, ils sont 54. Selon son directeur, plus de 200 jeunes se sont lancés dans le domaine en étant accompagnés par l'association en cinq années.
En 2019 l'association est lauréate de la fondation La France s'engage.
Depuis 2015, 270 personnes se sont reconverties dans l'enseignement avec l'association et 63 % ont passé les concours de l'Éducation nationale pour devenir fonctionnaires.
En mai 2020, pendant le confinement dû à la pandémie de Covid-19 et la période d'école à distance, l'association prête 1 500 tablettes à des collèges de Seine-Saint-Denis.

## Fonctionnement
Depuis mars 2022, Patricia Barbizet est la présidente par intérim du conseil d'administration. En 2022, Frédérique Alexandre-Bailly, directrice de l'ONISEP, Emmanuelle Barbara, avocate spécialisée en droit social, Vanessa Bouquillion, Paul Guis, Nicolas Lioliakis et Bernard Ramanantsoa sont membres du conseil d'administration. Le président du conseil d'administration était depuis 2018 Laurent Bigorgne, proche d’Emmanuel Macron et directeur du très libéral Institut Montaigne,, qui a succédé à son premier président Olivier Duhamel, ancien patron de la Fondation nationale des sciences politiques, membre du club d'influence Le Siècle. En 2021, Alain Minc, Patricia Barbizet — présidente du Siècle — et Bernard Ramanantsoa sont membres du conseil d'administration.
Les personnes sélectionnées par l'association sont pour la plupart diplômées de grandes écoles. Elles peuvent être recrutées en tant que professeur contractuel dans des collèges d’éducation prioritaire, enseignant le français, les mathématiques ou l’anglais, par le Ministère de l'Éducation nationale. L'objectif, selon l'association, est d'aider les enseignants débutants à progresser et à répondre aux besoins de leurs élèves.
Ils préparent la rentrée pendant un mois d'université d'été en juillet, : la formation y est disciplinaire et transversale,,. Ensuite, ils sont suivis pendant deux ans par l'association selon trois axes : d'abord en fonction de la matière (suivi par un enseignant titulaire de l'éducation nationale pour construire le cours et visites-conseils en classe de la part du tuteur) ; ensuite, les compétences transversales à l'instar de la gestion de classe, la coopération entre élèves, le décrochage scolaire, la prise de parole, la posture de l'enseignant, la communication avec les élèves ; enfin, les rencontres avec d'autres enseignants ou acteurs de l'éducation pour avoir un panorama des enjeux de l'éducation prioritaire et lutte contre l'isolement des jeunes professeurs.
L'association travaille avec les académies de Créteil, Versailles, Paris et Aix-Marseille.

## Financement
D'après Mediapart, l'association reçoit en 2019 150 000 euros de subventions publiques. Elle n'a cependant pas rendu publics ses comptes et ses rapports d'activité. L'association est également soutenue financièrement par la Fondation La France s'engage, les fondations de multinationales comme Total, Safran, Engie ou Société générale, et des membres de ces entreprises sont invités à participer au jury de sélection des candidatures,.

## Critiques
D’après le syndicat SUD Éducation 93, l'association  « utilise l’école comme une voie de transmission de l’économie de marché et des méthodes managériales ». Le Slogan de Teach For All, — dont l'association est membre et partage les objectifs — est « Teaching is leadership » (« enseigner c’est diriger ») : il fait appel à un concept managérial qui apparait aux antipodes des valeurs véhiculées dans l'enseignement traditionnel selon Socialter.
Selon le SNES-FSU 93, syndicat majoritaire du second degré, « le projet du Choix de l’école, sous couvert d’un discours généreux en faveur des élèves des quartiers populaires, est en réalité une opération destinée à privatiser en sourdine le recrutement et la formation des enseignant.e.s des établissements scolaires publics ».
Selon l'inspecteur Paul Devin, l’association favoriserait une évolution vers la privatisation de l’Éducation nationale : « On est en présence d’un réseau idéologique où, ce qui compte, ce n’est pas tellement la réalité de ce que l’on met en œuvre [...]. Le but est de faire avancer les idées du libéralisme sur le service public pour y substituer des initiatives privées ».
L'association est financée par des subventions publiques (ministère de l'Éducation nationale, Agence nationale de la cohésion des territoires) et par le mécénat privé (entreprises),. Ce modèle économique est critiqué par les syndicats qui y voient un « mélange des genres » (des membres d'entreprises participant ensuite au jury de sélection) et considèrent que la formation des enseignants « doit rester publique pour être mise à l'abri des enjeux idéologiques ».
D'après Libération, l'association est visée par une enquête pour harcèlement moral.